# リュック・フェリー
リュック・フェリー（Luc Ferry、1951年1月3日 - ）はフランスの哲学者、政治学者、政治家。
ブルデュー、ラカン、デリダ、フーコーらの五月革命世代の哲学を「反人間主義」として批判した『68年の思想』、メディシス賞を受賞した『エコロジーの新秩序』などの著書で知られ、2002年から2004年まで（シラク政権下）ラファラン内閣で国民教育相を務めた。

## 経歴
リュック・フェリーは1951年1月3日、ラ・ガレンヌ＝コロンブ（旧セーヌ県）に生まれた。父ピエール・フェリーは自動車製造・改造会社を営みながらレーシングカーも開発し、さらに芸術家でチェロも弾くなど多才な人物であり、母は専業主婦であった。リュックには兄弟が3人いる。
学校は欠席しがちで、高等学校（リセ）の最終学年で退学した後、国立遠隔教育センター (CNED) で教育を受けた。ソルボンヌ大学およびハイデルベルク大学（ドイツ）に学び、哲学と政治学のアグレガシオン（一級教員資格）および政治学の博士号を取得した。
1977年から79年までアラス高等師範学校で教鞭を執り、77年から82年までランス大学、パリ高等師範学校（ユルム通り）、パリ第十大学（パリ・ナンテール）およびパリ第一大学（パンテオン・ソルボンヌ）で講座を担当し、同時に80年から82年までCNEDの教員を務めた。さらに1982年から88年までリヨン政治学院の政治学教授、89年から96年までカーン大学の哲学教授を務めた。

## 著作活動

### 68年の思想
1985年にアラン・ルノーとの共著で『68年の思想 ― 現代の反-人間主義への批判』を発表した。本著は、1968年の五月革命の精神を受け継いだピエール・ブルデュー、ジャック・ラカン、ジャック・デリダ、ミシェル・フーコーらの哲学を「反人間主義」として新哲学者の立場から批判したことで論争を呼んだ。とりわけ、マルクス、ニーチェ、ハイデガーなどのドイツ哲学やフロイトの精神分析のフランスにおける受容、すなわち、フランス流のマルクス主義、ニーチェ主義、ハイデガー主義、フロイト主義を批判し、ある思想を曲解または神秘化することなく、真の批判哲学を打ち立てること、そしてそのための個人主義（主体、理性）の復権を提唱している。

### 68年－86年 個人の道程
同じくアラン・ルノーとの共著で1987年に発表した『68年－86年 個人の道程』では、68年の学生運動と86年のアラン・ドゥヴァケ高等教育大臣が提案した大学入学選抜の導入（ドゥヴァケ法案）に反対する学生の大規模なデモを比較し、そこに現代の個人主義の進展の過程を見ている。

### ホモ・エステティクス
1990年に最初の単著『ホモ・エステティクス ― 民主主義の時代における趣味の発明』を発表した。フェリーは本著で、「趣味」の形成と変容の歴史をたどり、芸術の前提条件を検証することで民主主義的個人主義について問い直し、個人の意志を神聖視する現代においてすら共同体を支える新たな価値を見いだすことが可能であると主張する。

### エコロジーの新秩序
1992年に発表した『エコロジーの新秩序 ― 樹木, 動物, 人間』は、エコロジーの歴史をルソー、デカルト、ベンサムなどの著書における動物の権利の問題から、ナチスのエコロジー、現代のディープエコロジーまで検証したフェリーの代表作であり、メディシス賞とジャン＝ジャック・ルソー賞を受賞した。

### 神に代わる人間
1996年、人生に意味を与える超越的なるものは存在するのか、キリスト教の役割は何か、現代社会の価値とは何か、自己実現の基盤となる価値とは何かなどの根本的問題を提起する『神に代わる人間 ― 人生の意味』を発表した。
以後も、『ホモ・エステティクス』を加筆修正した『美しさの意味』のほか、宗教（特にキリスト教）、愛などをテーマとした哲学書、さらに後に政治家として活躍するようになると教育を中心に政治学に関する著書も多数発表し、併せて、カント、ニーチェ、ハイデガー、マルクス、フロイト、サルトルと実存主義、キリスト教、現代の哲学、神話、ボヘミアンの哲学など10以上のオーディオブックを出版している。

## 政治活動
リュック・フェリーは政治的には中道であり、「右派か左派かは重要ではない」、「与党の政治家との付き合いを少しも恥じていない」と語り、また、ジャック・シラクは「まとも」であって、これは「政治家としては珍しいことである」と評価している。実際、1994年に国民教育省の全国教育課程審議会の議長に就任したが、任命したのは、当時、国民教育相であった中道右派のフランソワ・バイルーである。全国教育課程審議会は、学習指導要領の作成、教育についての総合的な概念や知識の発展への適応について勧告を作り上げる機関であり、フェリーは2002年まで8年にわたって議長を務めることになった。1997年からはさらに、司法制度改革委員会の委員を兼任した。
2002年5月7日に教育行政を担当する青少年・国民教育・研究相として入閣した。ジャック・ラング国民教育相の後任であり、シラク政権下、第一次・第二次ラファラン内閣で2004年3月30日まで務めた。非識字対策、少人数の学級編成、オルタナティブ教育、教科横断的な学習活動「発見の過程 (IDD)」の導入などに取り組んだが、教育相としての最大の課題は教育部門の民営化・地方分権化であった。フェリー教育相は特に、公共サービスの効率化を図るという理由により、教育部門の公務員11万人（ソーシャルワーカー、学区指定医、技術職員、進路相談心理士など）の地方公共団体への転属を提案していたが、こうした一連の改革は「教育を営利事業とし、民間企業のニーズに適応させること」であり、「公共教育機関の解体の企てにも等しい」としてフランス全土で大規模な抗議デモが行われ、デモの拡大に伴い、そのかなりの部分について妥協を余儀なくされた。
フェリー在任中のもう一つの重要課題は公立学校におけるライシテ原則の適用、すなわち、当時激しい論争を巻き起こしていたイスラム教のスカーフなどの宗教的標章の規制であった。2003年7月にシラク大統領がベルナール・スタジを委員長とする「共和国におけるライシテ原則適用に関する検討委員会」（スタジ委員会）を設置し、同委員会の提案を受けて、フェリー教育相が「非宗教の公立学校における目立った宗教的標章の着用を禁じる法案（宗教的標章規制法案）」を作成し、2004年2月4日に国民議会に提出。2月10日に可決され、2004年3月15日付法律として施行された。フェリー教育相は国民議会での演説の冒頭で、公教育におけるライシテ原則の適用は、まず「共同体主義の台頭という現在の文脈」において検討し、その「潜在的な悪影響」を克服できるものでなければならず、そのうえで「共和国の伝統」を考慮すべきであると論じている。

## 2004年以降の活動
リュック・フェリーはジャーナリズムでも活躍し、総合誌『エヴェヌモン・ドュ・ジュディ（木曜の出来事）』の哲学欄を担当した後、1987年から9年間『レクスプレス』誌の編集員を務め、2004年から11年までTF1傘下のニュース専門局LCIの番組を担当。2010年から2019年まで『フィガロ』紙のコラムを担当した。
政治活動としては、議会の諮問機関である経済社会環境審議会の委員 (2004-2010)、公民業務庁の副会長 (2011-2012、経済分析審議会の委員 (2004-2012)、社会分析審議会の議長代理 (2004-2013) を歴任した。

## 論争
フェリーは1997年からパリ第七（ディドロ）大学の出講教員であったが、政界に進出して以来、多忙を極め、講義を行っていなかった。当初は、関連省庁により「免除」されていたが、2007年8月に大学の自由と責任に関する法律が制定され、予算・人事についての大学の裁量が拡大されたため、ヴァンサン・ベルジェ学長はフェリーに出講（年間192時間）もしくは給与（月額4,449ユーロ）の払い戻しを要求した。2011年6月に『カナール・アンシェネ』紙がこれについてスクープを掲載した。最終的には、フェリーが当時、首相府が主管する社会分析審議会の議長代理であったため、首相府が払い戻しを行うことになり、フェリーはパリ第七大学を辞任した。
2011年、フェリーがテレビ番組で、ある元大臣がモロッコで小児性愛行為を行ったことを当時の首相や政府高官から聞いたと発言したことで、波紋が広がった。当時の閣僚らはそうした噂は聞いていないと発言。逆にフェリーが事実を知っていたなら、告訴する義務があったと批判された。パリ検察局は予備捜査を開始し、モロッコの反小児性愛団体は告訴したが、最終的にはただの噂にすぎないとして棄却された。
2019年1月、黄色いベスト運動に紛れて極左や極右の過激派が治安部隊に対して暴力を働いていることについて、フェリーは「ラジオ・クラシック」で「警察官は武器を使うべきだ」と発言したため、抗議デモ参加者の「殺害を呼びかけた」として非難された。フェリーは、「黄色いベスト運動は当初から支持している。警察官の要請に応じて非致死性兵器の使用を許可すべきだと言っただけである」と説明した。

## 著書
- 1984 - 1985年 - Philosophie politique (政治哲学) 全3巻 (第3巻はアラン・ルノーとの共著)
- 1985年 - La Pensée 68 : Essai sur l'antihumanisme contemporain (アラン・ルノーとの共著)
  - 『68年の思想 ― 現代の反-人間主義への批判』小野潮訳, 法政大学出版局, 1998
- 1985年 - Système et critique. Essais sur la critique de la religion dans la philosophie contemporaine (体制と批判 ― 現代哲学における理性批判に関する評論) (アラン・ルノーとの共著)
- 1987年 - 68-86 Itinéraires de l'individu (アラン・ルノーとの共著)
  - 『68年－86年 個人の道程』小野潮訳, 法政大学出版局, 2000
- 1988年 - Heidegger et les modernes (ハイデガーと現代人) (アラン・ルノーとの共著)
- 1990年 - Homo aestheticus. L'invention du goût à l'âge démocratique
  - 『ホモ・エステティクス ― 民主主義の時代における趣味の発明』小野康男, 上村博, 三小田祥久訳, 法政大学出版局, 2001
- 1991年 - Pourquoi nous ne sommes pas nietzschéens ? (アラン・ルノー, アラン・ボワイエ, アンドレ・コント=スポンヴィル, ヴァンサン・デコンブ, ロベール・ルグロ, フィリップ・レーノー, ピエール＝アンドレ・タギエフ共著)
  - 『反ニーチェ ― なぜわれわれはニーチェ主義者ではないのか』遠藤文彦訳, 法政大学出版局, 1995
- 1992年 - Le Nouvel Ordre écologique. L’arbre, l’animal et l’homme --- メディシス賞, ジャン＝ジャック・ルソー賞
  - 『エコロジーの新秩序 ― 樹木, 動物, 人間』加藤宏幸訳, 法政大学出版局, 1994
- 1996年 - L’Homme-Dieu ou le sens de la vie --- 人権賞
  - 『神に代わる人間 ― 人生の意味』菊地昌実, 白井成雄訳, 法政大学出版局, 1998
- 1998年 - La Sagesse des modernes (現代人の知恵) (アンドレ・コント=スポンヴィルとの共著) --- 道徳・哲学アカデミー・エルネスト・トレル賞
- 1998年 - Le Sens du Beau (美しさの意味) --- 『ホモ・エステティクス』を加筆修正
- 1999年 - Philosopher à dix-huit ans (18歳の哲学者) (アラン・ルノーとの共著)
- 2000年 - Qu’est-ce que l'homme ? (人間とは何か) (ジャン＝ディディエ・ヴァンサンとの共著)
- 2002年 - Qu’est-ce qu'une vie réussie ? (成功した人生とは何か)
- 2003年 - Lettres à tous ceux qui aiment l'école (学校が好きなすべての人への手紙) (グザヴィエ・ダルコス, クローディ・エニュレ共著)
- 2004年 - Le Religieux après la religion (宗教の後の聖職者) (マルセル・ゴーシェ（フランス語版）との共著)
- 2005年 - Comment peut-on être ministre ? Essai sur la gouvernabilité des démocraties (どうしたら大臣になれるか ― 民主主義の統治可能性に関する評論)
- 2006年 - Apprendre à vivre : Traité de philosophie à l'usage des jeunes générations (生きることを学ぶ ― 若い世代のための哲学概論) --- 今日賞
- 2006年 - Vaincre les peurs. La philosophie comme amour de la sagesse (恐怖を克服する ― 知恵の愛としての哲学), Odile Jacob
- 2006年 - Kant. Une lecture des trois Critiques (カント ― 3つの「批判」を読む), Grasset
- 2007年 - Familles, je vous aime : Politique et vie privée à l'âge de la mondialisation (家族、愛している ― グローバリゼーション時代の政治とプライバシー), XO éditions
- 2008年 - Apprendre à vivre: Tome 2. La sagesse des mythes (生きることを学ぶ [第2巻] ― 神話の知恵), Plon
- 2009年 - La Tentation du christianisme (キリスト教の誘惑) (リュシアン・ジェルファニョン（フランス語版）との共著), Grasset
- 2009年 - Quel devenir pour le christianisme (キリスト教の将来) (フィリップ・バルバランとの共著), Salvator
- 2009年 - Face à la crise. Matériaux pour une politique de civilization (危機に直面して ― 文明政策のための資料), Odile Jacob
- 2009年 - Combattre l’illettrisme (非識字対策), Odile Jacob
- 2010年 - Faut-il légaliser l’euthanasie (尊厳死を合法化すべきか) (アクセル・カーンとの共著), Odile Jacob
- 2010年 - La Révolution de l'amour. Pour une spiritualité laïque (愛の革命 ― ライックな精神性のために), Plon
- 2011年 - L’Anticonformiste : Une autobiographie intellectuelle (反体制順応主義者 ― ある知識人の自伝) (アレグザンドラ・レニエル＝ラヴァスティーヌとの対談), Denoël
- 2011年 - La Politique de la jeunesse (青少年の政策) (ニコラ・ブズーとの共著), Odile Jacob
- 2012年 - De l’amour : Une philosophie pour le xxie siècle (愛について ― 21世紀のための哲学), Odile Jacob
- 2012年 - L'Invention de la vie de Bohème : 1830-1900 (ボヘミアン生活の発明 ― 1830-1900年), Cercle d'Art
- 2013年 - Le Cardinal et le Philosophe (枢機卿と哲学者) (ジャンフランコ・ラヴァージ（フランス語版）との共著), Plon
- 2014年 - La Plus Belle Histoire de la philosophie (哲学の最も美しい物語) (クロード・カプリエとの共著), Robert Laffont
- 2014年 - L’Innovation destructrice (破壊的イノベーション), Plon
- 2015年 - Prométhée et la boîte de Pandore (プロメテウスとパンドラの箱), Plon
- 2016年 - La Révolution transhumaniste. Comment la technomédecine et l'ubérisation du monde vont bouleverser nos vies (トランスヒューマニズム革命 ― 技術医療と世界のUber化は我々の生活をどのように覆すか), Plon
- 2016年 - Sept façons d'être heureux (幸せになるための7つの方法), XO éditions
- 2017年 - La Plus Belle Histoire de l'école (学校の最も美しい物語) (アラン・ボワシノとの共著), Robert Laffont
- 2018年 - Dictionnaire amoureux de la philosophie (哲学の愛の辞書), Plon

## 受賞・栄誉
(上記の各作品に贈られた賞以外)
- レジオンドヌール勲章オフィシエ
- 芸術文化勲章
- 国家功労勲章コマンドゥール
- シェルブルック大学名誉博士

2018年、アカデミー・フランセーズ会員の候補に挙げられ、第3回投票で29議席中6票しか得られなかった。ミシェル・デオンの後任の3度目の選挙であったが、いずれの候補者も過半数の得票を得られず、新会員の選出には至らなかった。

## 参考資料
- Philippe Lançon, Le philosophe du Président (3 mars 1997) - 『リベラシオン』
- LUC FERRY - PENSER LE XXI SIÈCLE - 業績一覧等